# Titularbistum Plestia
Plestia ist ein Titularbistum der römisch-katholischen Kirche. Es geht zurück auf ein früheres Bistum der antiken Stadt Plestia in der italienischen Region Umbrien.
| Titularbischöfe von Plestia |                                                      |                                                          |                   |                    |
| Nr.                         | Name                                                 | Amt                                                      | von               | bis                |
| 1                           | Leo Christopher Lyrne Titularerzbischof pro hac vice | Koadjutorerzbischof von Saint Paul and Minneapolis (USA) | 31. Juli 1967     | 21. Oktober 1974   |
| 2                           | Bruno Foresti                                        | Weihbischof in Modena-Nonantola (Italien)                | 12. Dezember 1974 | 2. April 1976      |
| 3                           | Bolesław Filipiak                                    | Kurienbischof                                            | 1. Mai 1976       | 24. Mai 1976       |
| 4                           | John Nicholas Wurm                                   | Weihbischof in Saint Louis (USA)                         | 25. Juni 1976     | 19. September 1981 |
| 5                           | Anthony Michael Milone                               | Weihbischof in Omaha (USA)                               | 10. November 1981 | 14. Dezember 1987  |
| 6                           | Thaddeus Joseph Jakubowski                           | Weihbischof in Chicago (USA)                             | 16. Februar 1988  | 14. Juli 2013      |
| 7                           | Francisco José Villas-Boas Senra de Faria Coelho     | Weihbischof in Braga (Portugal)                          | 17. April 2014    | 26. Juni 2018      |
| 8                           | Thomas Joseph Neylon                                 | Weihbischof in Liverpool (Großbritannien)                | 6. Juni 2021      |                    |